# Eiskunstlauf-Europameisterschaften 1972
Die 64. Eiskunstlauf-Europameisterschaften fanden vom 11. bis 15. Januar 1972 im Scandinavium in Göteborg statt.

## Ergebnisse

### Herren
| Platz | Sportler              | Land                   |
| ----- | --------------------- | ---------------------- |
| 1     | Ondrej Nepela         | Tschechoslowakei       |
| 2     | Sergei Tschetweruchin | Sowjetunion            |
| 3     | Patrick Péra          | Frankreich             |
| 4     | Haig Oundjian         | Vereinigtes Königreich |
| 5     | John Curry            | Vereinigtes Königreich |
| 6     | Wladimir Kowaljow     | Sowjetunion            |
| 7     | Juri Owtschinnikow    | Sowjetunion            |
| 8     | Didier Gailhaguet     | Frankreich             |
| 9     | Daniel Höner          | Schweiz                |
| 10    | Zdeněk Pazdírek       | Tschechoslowakei       |
| 11    | Bernd Wunderlich      | DDR                    |
| 12    | Josef Schneider       | Österreich             |
| 13    | Stefano Bargauan      | Italien                |
| 14    | László Vajda          | Ungarn                 |
| 15    | Harald Kuhn           | BR Deutschland         |
| 16    | Günther Hilgarth      | Österreich             |
| 17    | Gordon Andison        | Vereinigtes Königreich |
| 18    | Gheorghe Fazekas      | Rumänien               |
| 19    | Pekka Leskinen        | Finnland               |
| 20    | Peter Augustovic      | Tschechoslowakei       |
| 21    | Thomaz Öberg          | Schweden               |
| 22    | Zoran Matas           | Jugoslawien            |
| 23    | John Ferdinandsen     | Dänemark               |

### Damen
| Platz | Sportlerin          | Land                   |
| ----- | ------------------- | ---------------------- |
| 1     | Beatrix Schuba      | Österreich             |
| 2     | Rita Trapanese      | Italien                |
| 3     | Sonja Morgenstern   | DDR                    |
| 4     | Zsuzsa Almássy      | Ungarn                 |
| 5     | Christine Errath    | DDR                    |
| 6     | Charlotte Walter    | Schweiz                |
| 7     | Jean Scott          | Vereinigtes Königreich |
| 8     | Maria McLean        | Vereinigtes Königreich |
| 9     | Dianne de Leeuw     | Niederlande            |
| 10    | Jelena Alexandrowa  | Sowjetunion            |
| 11    | Isabel de Navarre   | BR Deutschland         |
| 12    | Liana Drahová       | Tschechoslowakei       |
| 13    | Gerti Schanderl     | BR Deutschland         |
| 14    | Anita Johansson     | Schweden               |
| 15    | Karin Iten          | Schweiz                |
| 16    | Cinzia Frosio       | Italien                |
| 17    | Sonja Balun         | Österreich             |
| 18    | Urszula Zielińska   | Polen                  |
| 19    | Hana Knapová        | Tschechoslowakei       |
| 20    | Marie-Claude Bierre | Frankreich             |
| 21    | Steffi Knoll        | DDR                    |
| 22    | Iris Ebenwaldner    | Österreich             |
| 23    | Marina Sanaya       | Sowjetunion            |
| 24    | Donna Walter        | Schweiz                |
| 25    | Helena Gazvoda      | Jugoslawien            |
| 26    | Manuele Bertele     | Italien                |
| 27    | Liv Egelund         | Norwegen               |
| 28    | Kirsten Frikke      | Dänemark               |

### Paare
| Platz | Sportler                               | Land                   |
| ----- | -------------------------------------- | ---------------------- |
| 1     | Irina Rodnina / Alexei Ulanow          | Sowjetunion            |
| 2     | Ljudmila Smirnova / Andrei Suraikin    | Sowjetunion            |
| 3     | Manuela Groß / Uwe Kagelmann           | DDR                    |
| 4     | Almut Lehmann / Herbert Wiesinger      | BR Deutschland         |
| 5     | Annette Kansy / Axel Salzmann          | DDR                    |
| 6     | Irina Tschernjajewa / Wassili Blagow   | Sowjetunion            |
| 7     | Marlies Radunsky / Rolf Oesterreich    | DDR                    |
| 8     | Grazyna Osmanska / Adam Brodecki       | Polen                  |
| 9     | Corinna Halke / Eberhard Rausch        | BR Deutschland         |
| 10    | Linda Connolly / Colin Taylforth       | Vereinigtes Königreich |
| 11    | Florence Cahn / Jean-Roland Racle      | Frankreich             |
| 12    | Teresa Skrzek / Piotr Sczypa           | Polen                  |
| 13    | Gaby Cieplok / Reinhard Ketterer       | BR Deutschland         |
| 14    | Karin Künzle / Christian Künzle        | Schweiz                |
| 15    | Ursula Nemec / Michael Nemec           | Österreich             |
| 16    | Pascale Kovelmann / Jean-Pierre Rondel | Frankreich             |
| 17    | Miroslava Sáblíková / Pavel Komarek    | Tschechoslowakei       |
| 18    | Jayne Torvill / Michael Hutchenson     | Vereinigtes Königreich |

### Eistanz
| Platz | Sportler                                 | Land                   |
| ----- | ---------------------------------------- | ---------------------- |
| 1     | Angelika Buck / Erich Buck               | BR Deutschland         |
| 2     | Ljudmila Pachomowa / Alexander Gorschkow | Sowjetunion            |
| 3     | Janet Sawbridge / Peter Dalby            | Vereinigtes Königreich |
| 4     | Hilary Green / Glyn Watts                | Vereinigtes Königreich |
| 5     | Tatjana Woitjuk / Wjatscheslaw Schigalin | Sowjetunion            |
| 6     | Jelena Scharkowa / Gennadi Karponossow   | Sowjetunion            |
| 7     | Diana Skotnická / Martin Skotnický       | Tschechoslowakei       |
| 8     | Rosalind Druce / David Barker            | Vereinigtes Königreich |
| 9     | Teresa Weyna / Piotr Bojańczyk           | Polen                  |
| 10    | Anne-Claude Wolfers / Roland Mars        | Frankreich             |
| 11    | Krisztina Regőczy / András Sallay        | Ungarn                 |
| 12    | Matilde Ciccia / Lamberto Ceserani       | Italien                |
| 13    | Sylvia Fuchs / Michael Fuchs             | BR Deutschland         |
| 14    | Ewa Kołodziej / Tadeusz Góra             | Polen                  |
| 15    | Brigitte Scheijbal / Walter Leschetizky  | Österreich             |
| 16    | Sylvia Bodmer / Beat Steib               | Schweiz                |
| 17    | Astrid Kopp / Axel Kopp                  | BR Deutschland         |
| 18    | Svetlana Marinovová / Miloš Buršík       | Tschechoslowakei       |
| 19    | Vivi Poulsen / Kurt Poulsen              | Dänemark               |